# Росен Ставрев
Росен Андреев Ставрев е български футболист, вратар, състезател от лятото на 2012 година на ФК Сливнишки герой (Сливница).
Израства в школата на ФК Сливнишки герой, като след време преминава в ДЮШ на ПФК Локомотив (София). През 2008 година се завръща в родния Сливнишки герой, където за кратко е наложен като основен централен нападател на отбора, от старши треньора Венцислав Рангелов.
Дебютира за сливничани на 17-годишна възраст, като в мача от I кръг на първенството на ЮЗ „В“ АФГ на 17 август 2008 г. срещу ФК Банско (Банско) бележи 2 попадения за победата с 1 – 2. За 10 мача нападателят отбелязват 6 гола, като в две от срещите бележи по две попадения.
На 8 октомври 2008 година получава тежка контузия на мача като гост срещу ПФК Септември (Симитли), когато десният крак му е счупен лошо, за което се възстановява в продължение на повече от година. В края на 2010 година се присъединява към отбора на ФК Вихър (Алдомировци), където играе до Сезон 2011\2012 в ОФГ София-запад.
През лятото на 2012 г. се завръща отново във ФК Сливнишки герой, като е картотекиран в отбора през август същата година и се състезава с отбора в ЮЗ „В“ АФГ.